# Estação Austin
Austin é uma estação de trem do Rio de Janeiro, localizada no município de Nova Iguaçu, no bairro Austin.

## História

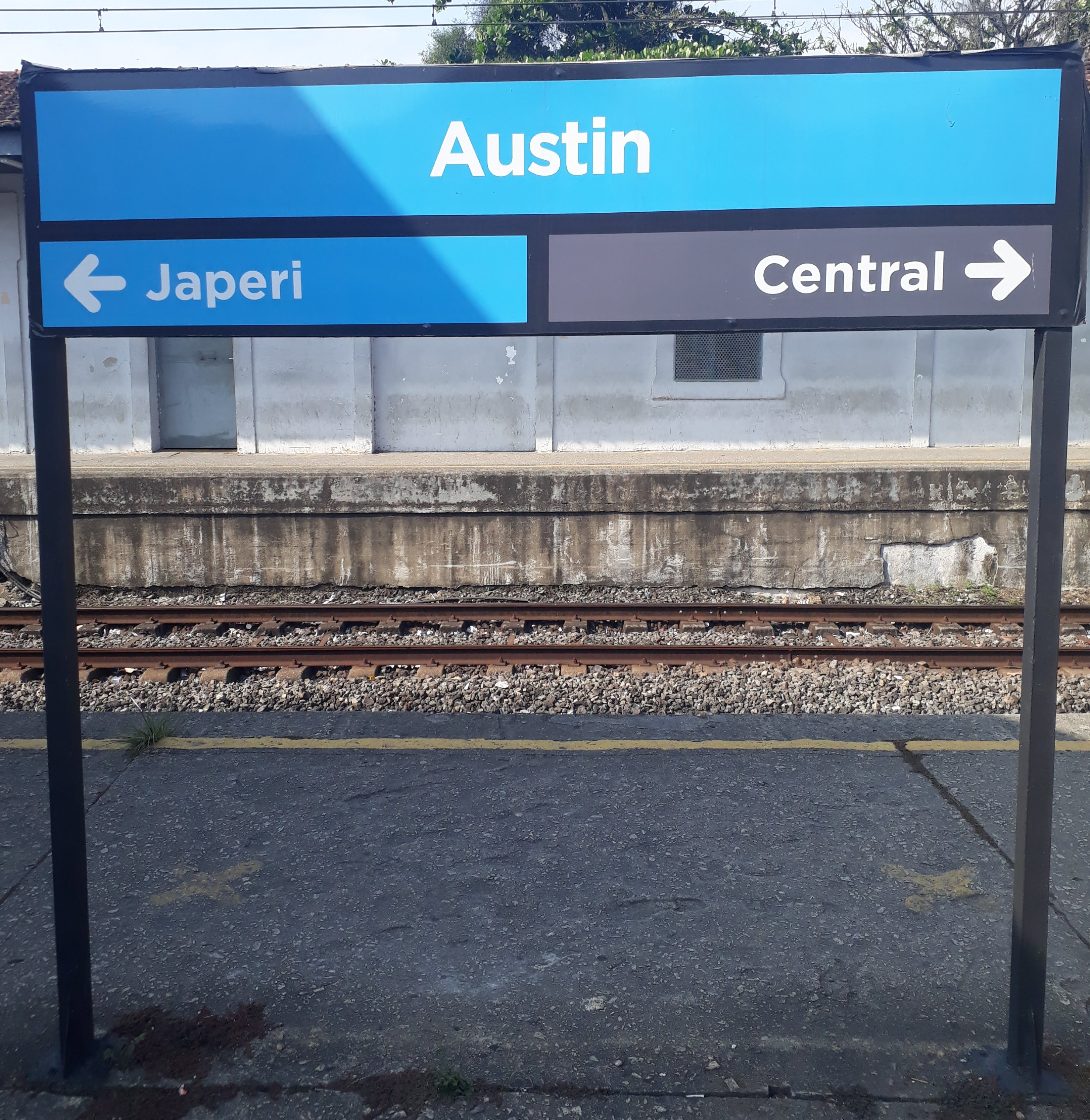
Placa Austin

Antigamente a estação era chamada de "Parada da Floresta". O atual nome Austin é uma homenagem ao engenheiro inglês Charles Ernest Austin, que trabalhou na construção do primeiro trecho da Estrada de Ferro Dom Pedro II.

## Plataformas
Plataforma 1A: Não é utilizada. 

Plataforma 1B: Sentido Japeri

Plataforma 2C: Sentido Central do Brasil 

Plataforma 2D: Não é utilizada.